# یواخیم بومر
یواخیم بومر (آلمانی: Joachim Böhmer؛ ۱ اکتبر ۱۹۴۰ – ۲۸ دسامبر ۱۹۹۹) قایقران روئینگ اهل آلمان شرقی بود.
وی در مسابقات کشوری و بین‌المللی در مجموع برندهٔ ۱ مدال طلا، ۲ مدال نقره، ۲ مدال برنز شده‌است.